# Abanilla
Abanilla é um município da Espanha na província e comunidade autónoma de Múrcia. Tem 235,6 km² de área e em 2021 tinha 6 116 habitantes (densidade: 26 hab./km²).

## Demografia
| Variação demográfica do município entre 1991 e 2004 | Variação demográfica do município entre 1991 e 2004 | Variação demográfica do município entre 1991 e 2004 | Variação demográfica do município entre 1991 e 2004 |
| --------------------------------------------------- | --------------------------------------------------- | --------------------------------------------------- | --------------------------------------------------- |
| 1991                                                | 1996                                                | 2001                                                | 2004                                                |
| 6074                                                | 6130                                                | 6166                                                | 6145                                                |